# Kapuzinerkloster Feldkirch

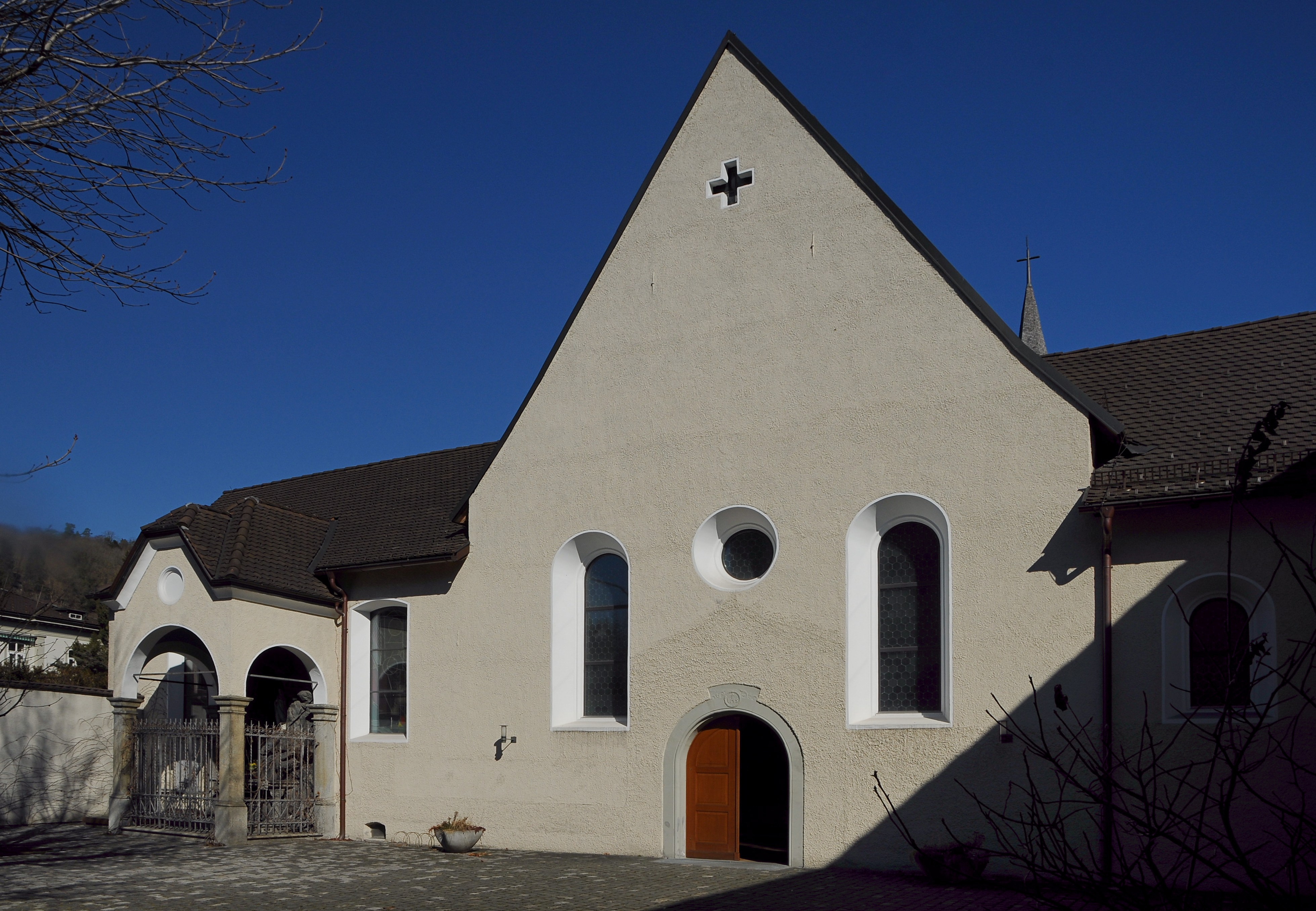
Kirche Mariä Opferung

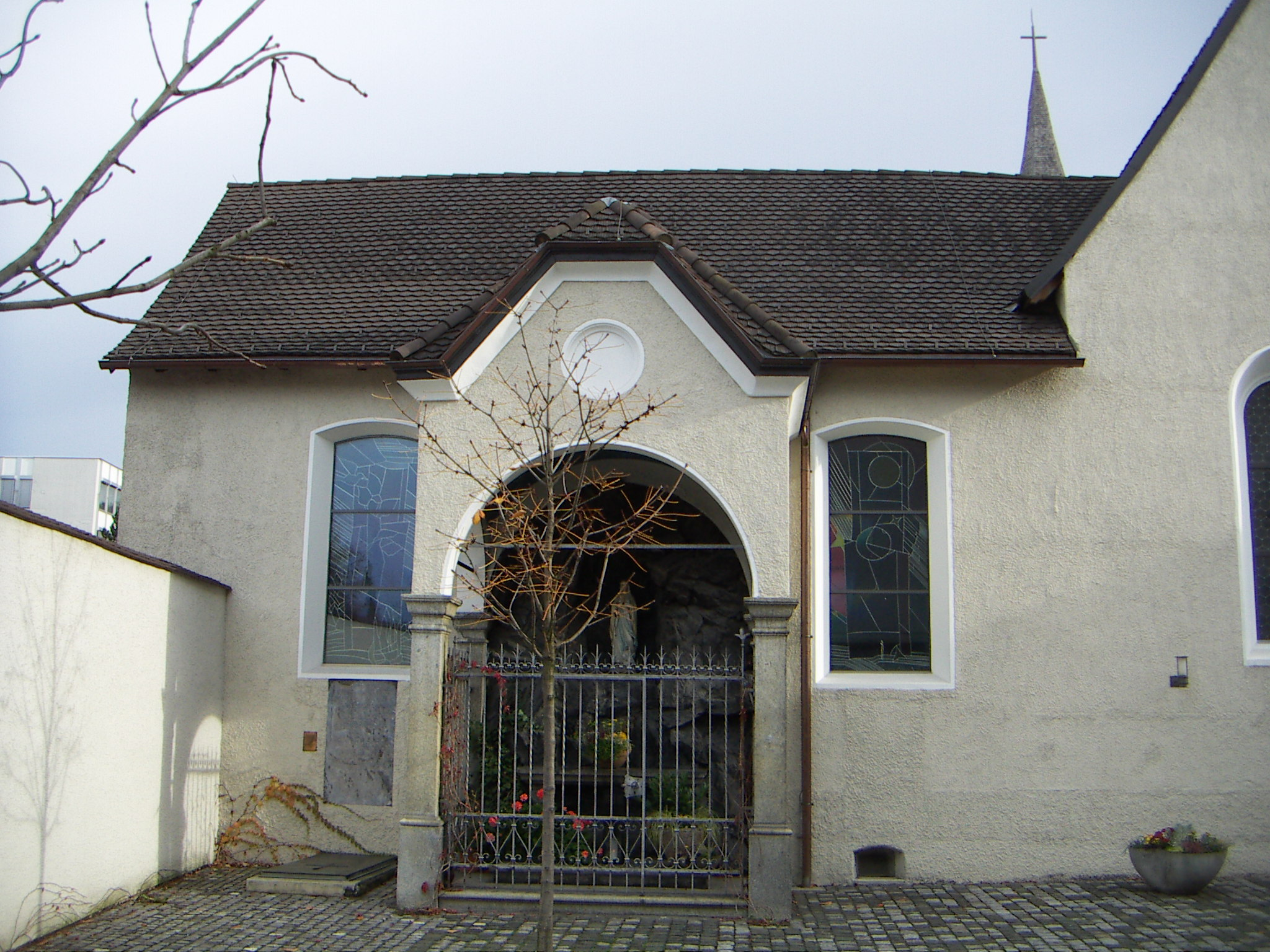
Fideliskapelle

Das Kapuzinerkloster Feldkirch ist ein Kloster des Kapuzinerordens in Feldkirch, Vorarlberg.

## Geschichte
Das Kloster wurde 1602 gegründet. Die Kirche wurde im Jahre 1605 vom Churer Bischof Johann V. Flugi geweiht. Besondere Verehrung genießt der heilige Fidelis von Sigmaringen, der 1621 Guardian in Feldkirch war und 1622 in Seewies ermordet wurde. Fidelis wurde am 24. März 1729 von Papst Benedikt XIII. selig- und 1746 von Papst Benedikt XIV. heiliggesprochen. Der heilige Fidelis ist neben dem heiligen Gebhard der Patron der Diözese Feldkirch. Der Prediger Lucianus Montifontanus hat das Noviziat in diesem Kloster begonnen und 1704 als Guardian in diesem Kloster beendet.
Nach dem Anschluss Österreichs an Hitler-Deutschland war das Kloster bis zum Ende des Zweiten Weltkrieges enteignet und geschlossen. Bedingt durch den Rückgang der Zahl der Brüder wurde im Jahre 2007 das Kloster in Feldkirch generalsaniert und die Kapuzinerklöster in Bludenz und Bezau aufgelassen und im Kloster in Feldkirch als alleinige Brüdergemeinschaft in Vorarlberg fortgesetzt. Das Kloster Gauenstein in Schruns, ein Bildungs- und Erholungszentrum, bildete bis 2021 mit dem Kapuzinerkloster Feldkirch die Kapuzinergemeinschaft Feldkirch/Gauenstein.

## Kirche Mariä Opferung
Der einfache Rechteckbau mit flacher Holzbalkendecke mit Chor und Mönchschor hat ein Satteldach mit Dachreiter. Der neuromanische Hochaltar aus den Jahren 1890 bis 1893 nach den Plänen von Pater Virgil Gangl und Ausführung von Kapuzinerbruder Wenzel Schnitzer. Die Fassung des Tabernakels ist aus dem Jahre 1921 vom Maler Anton Jehly. Im Kirchenschiff ein Fahnenbild Martyrium und Glorie des Hl. Fidelius, angefertigt 1746, im Jahre seiner Heiligsprechung. Die ehemalige seitliche Marienkapelle wurde im Jahre 2007 zu einem Beichtzimmer und Aussprachezimmer umgebaut. Der neuere Eingangsvorbau, welcher Kirche und Fideliskapelle erschließt, hat ein Rundbogenportal mit Steinleibung und IHS-Medaillon. Im annähernd quadratischen Vorhof befindet sich die Grabstätte von Vogt Johannes Andreas Pappus von Trazberg, welcher der seraphischen Lebenshaltung verbunden war. Dem Grab wurde im Jahre 1906 eine Rundbogenarkade mit Lourdesgrotte mit Madonnafigur von Fidelis Rudhart nach den Plänen von Fidel Kröner beigestellt. Im Vorhof ist auch ein langer Steintrogbrunnen.

## Fideliskapelle
Im rechten Winkel zur Kirche steht die Fideliskapelle. Der neugotische Altar aus 1911 ist von Fidelis Rudhart und mit Ausführung des Kapuzinerbruders Pascalis Kehrer. Die Figuren sind von Fidelis Rudhart. Die Fenster Sonnengesang des kl. Franziskus aus den Jahren 2006 bis 2007 sind von Schwester Raphaela Bürgi. Die ursprüngliche Zelle des hl. Fidelis wurde 1729 als Fideliszelle angebaut, mit Getäfel, Schreibpult, Holzsarg und Betschemel des Heiligen. Im Jahre 2007 wurde ein Ausstellungsraum zum hl. Fidelis geschaffen.

## Kloster

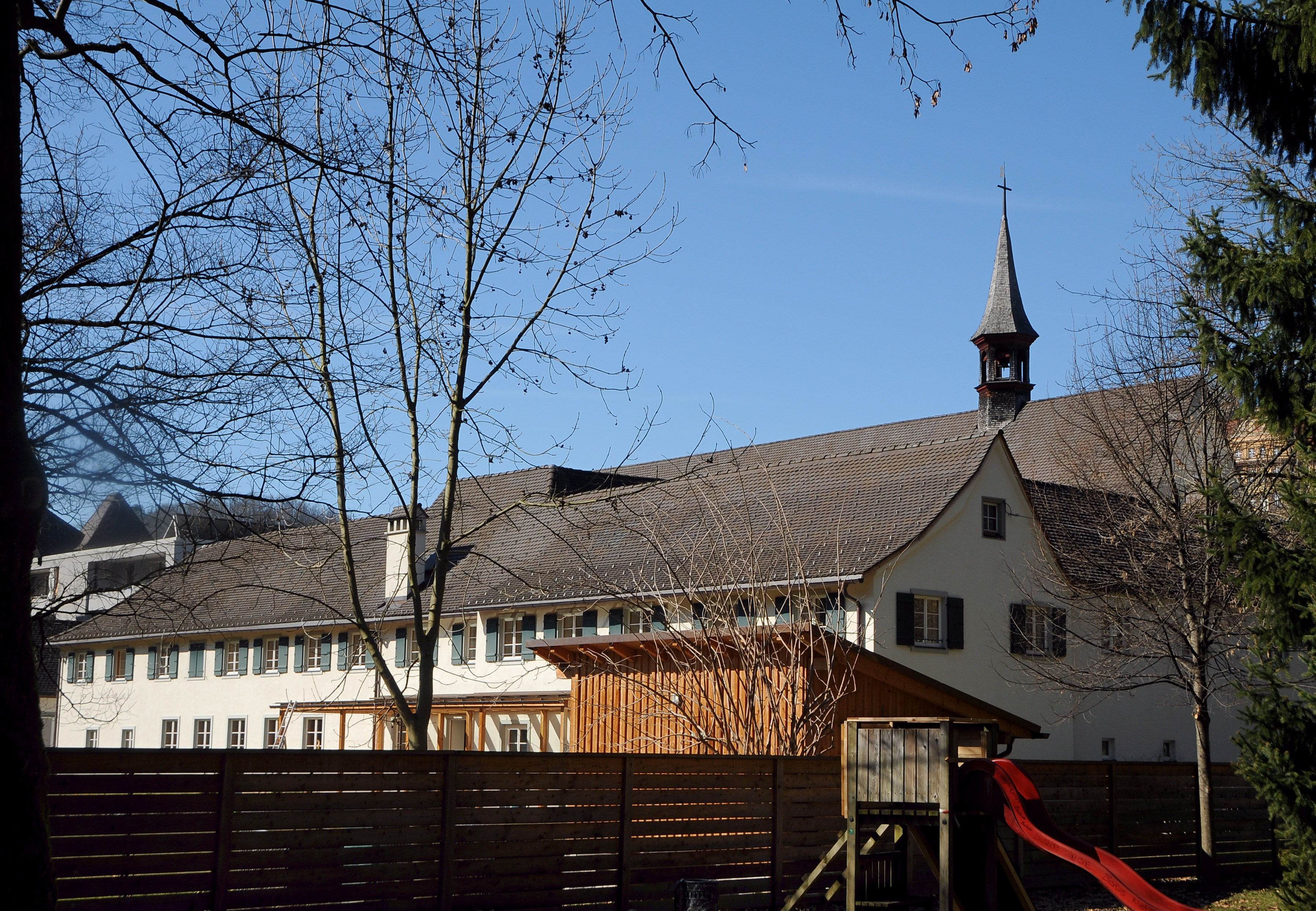

Das Kloster befindet sich im Osten der Kirche und hat einen Kreuzgang. Es beinhaltet den Wohnbereich der Brüdergemeinschaft, eine Armenstube, ein Pilgerzimmer und Gästezimmer. Im Kreuzgang ist ein Gemälde 4 Evangelisten des Malers Dietrich Meuss von 1617 und ein Wandbild Hl. Franziskus der Malerin Rosa Benesch aus dem Jahr 1969. Das Kloster ist der Sitz des Seraphischen Liebeswerkes für Vorarlberg und Liechtenstein.

## Fidelisfest
Jährlich findet das Fidelisfest zu Ehren des heiligen Fidelis statt.